# پونچاک جایا
پونچاک جایا (اندونزیایی: Puncak Jaya به معنای قلهٔ باشکوه) که پیشتر هرم کارستنس (به انگلیسی: Carstensz Pyramid) و کوه سوکارنو نیز نامیده می‌شد، کوهی است به ارتفاع ۴٬۸۸۴ متر که در رشته‌کوه سودیرمان در استان پاپوآی اندونزی در غرب جزیرهٔ گینه نو قرار دارد. این کوه در عین حال بلندترین قله در جزیره گینه نو، اندونزی و جنوب غربی اقیانوس آرام و همچنین بلندترین کوه جزیره‌ای در جهان است.

## یخچال
قله‌های پونچاک جایا پوشیده از برف است اما دامنه‌های پایینی آن دارای پوشش گیاهی گرمسیری است. این کوه همچنین نقطهٔ پایانی یالی پوشیده از یخچال به طول ۱۳ کیلومتر است که از کوه پیلیمسیت به سمت شرق امتداد دارد. اما این یخچال که نشانه‌های مهمی از تغییرات اقلیمی زمین را در خود دارد با شتاب بسیاری در حال آب‌شدن است و بنا بر تخمین لانی تامپسون، یخچال‌شناس آمریکایی و پروفسور در دانشگاه ایالتی یوتا که در سال ۲۰۱۰ برای نمونه‌برداری از این یخچال به پاپوآ سفر کرده بود، سرعت ذوب آن ۷ متر در سال است و از آنجا که این یخچال تنها ۳۲ متر ضخامت دارد، احتمالاً تا ۴ یا ۵ سال آینده اثری از آن باقی نخواهد ماند.

## تاریخچه اکتشاف و صعود
تاریخچهٔ رسیدن به برفچال پونچاک جایا به سال ۱۹۰۹ و سیاحی هلندی به نام هندریک لورنتز برمی‌گردد اما صعود موفق به قلهٔ آن تا سال ۱۹۶۲ که گروهی به سرپرستی هاینریش هارر، کوهنورد اتریشی موفق به فتح آن شدند به طول انجامید.

## نامگذاری
پونچاک جایا تا سال ۱۹۶۲ که پاپوآ در اختیار هلندی‌ها بود با نام کارستنس پیرامید (هرم کارستنس) و کوه کارستنس شناخته می‌شد که این نام به افتخار یان کارستنس، سیاح هلندی که یخچالهایی را در سال ۱۶۲۳ در بخش‌های بالادست دامنه‌های این کوه مشاهده نمود بر آن گذاشته شده بود. پس از آنکه جمهوری اندونزی ادارهٔ پاپوآی غربی را در دست گرفت، این کوه نیز به افتخار احمد سوکارنو، نخستین رئیس‌جمهور اندونزی کوه سوکارنو نامگذاری شد. با وجود این، نام کوه در سال ۱۹۶۷ به پونچاک جایا به معنای قلهٔ باشکوه تغییر یافت.